# Стилманово бекство
Стилманово бекство (енгл. Battle of Stillman's Run), прва битка у Рату Црног Јастреба, завршена је индијанском победом над изненађеном извидницом америчке војске.

## Позадина
Племенски савез Саука и Фокса је почетком 19. века насељавао области у горњем току реке Мисисипи, у западном делу Висконсина и Илиноја. Саука је било око 4-5.000, а Фокса око 1.600, а живели су у сталним селима дуж река Мисисипи, Висконсин и Рок Ривер од гајења кукуруза, пасуља и бундева, и лова на даброве и ракуне преко зиме, чија су крзна продавали трговцима из Канаде (до 1760 Французима, а после тога Британцима) у замену за пушке и гвоздене алатке. Сауки и Фокси су дошли у додир са властима САД након куповине Лујзијане 1803, када је америчка војна посада дошла у Сент Луис на реци Мисури, који је био регионални центар трговине крзнима. Већ 1804. четворица индијанских поглавица су у Сент Луису под нејасним околностима (агенти америчке владе послужили су се алкохолом, подмићивањем и уценама) потписали уговор којим су влади САД продали све племенске области источно од реке Мисисипи (цела држава Илиној и део Висконсина) и данашњу државу Мисури на западној обали реке, у замену за поклоне у вредноси од 2.200 долара и годишњу ренту од 1.000 долара у роби.